# Uniplux
Gli Uniplux sono un gruppo musicale italiano formato a Roma nel 1979.

## Storia

### Gli inizi
Gruppo musicale rock formatosi negli ultimi mesi del 1979 a Roma, fondato da Fabio Nardelli, chitarrista, cantante, compositore e leader della formazione, che aveva già militato in diverse band Romane nel corso degli anni settanta.
Nel 1979 Nardelli conosce il batterista Francesco Mancinelli e dopo alcune session insieme, decidono di dar vita a una band: arruolano nel gruppo il bassista Renato Dalpiaz ed iniziano a provare e registrare materiale inedito.
Etichettato come gruppo punk, Uniplux è una derivazione del rock e del beat degli anni sessanta influenzata dai musicisti proto-punk statunitensi quali Lou Reed, Iggy Pop o New York Dolls e rock britannici come Led Zeppelin, Cream, The Rolling Stones o David Bowie.

### Il debutto discografico
Dopo aver partecipato al Festival Rock di Roma del 1980 e a diversi concerti live sia dentro che fuori la capitale, nel febbraio del 1981 gli Uniplux presentano alla RCA italiana un demo di propri brani.
La Major nelle figure di Fulvio Mancini , con la supervisione di Giacomo Tosti ed Ennio Melis, mette sotto contratto il trio rock chiedendogli però di scrivere solo testi in italiano e concedendogli l'uso della sala prove del Cenacolo. I tre Uniplux registrano nel 1981 nello studio B della RCA due brani, UX e Rock in Italia, che sarebbero dovuti uscire come primo singolo.
L'attrice Antonella D'Orsi chiede al gruppo un brano originale per una sua partecipazione cinematografica dove recita il ruolo di una giovane cantante punk nel film Grog di Francesco Laudadio. Il gruppo viene ingaggiato per interpretare sé stesso nel film ed eseguire il brano Chi siamo noi?, pubblicato dalla RCA nel 45 giri Chi siamo noi/UX nell'inverno del 1982, in concomitanza con l'uscita del film Grog. Antonella D'Orsi entra così nella formazione come voce femminile. Inoltre l'assolo di chitarra finale del lato A di Chi siamo noi? verrà usato come sigla di apertura della trasmissione radiofonica RAI Onda Verde.
Gli Uniplux comunque registrano un'altra decina di brani alla RCA, che però non vengono pubblicati. Il rapporto con la major si protrae dal 1981 fino all'inizio del 1983, anno in cui la prima formazione, dopo aver partecipato al Festival Rock di Bologna nel 1982 e a una serie di concerti dal vivo, si divide e Nardelli recide il rapporto discografico con la RCA.

### La seconda formazione (1983-1985)

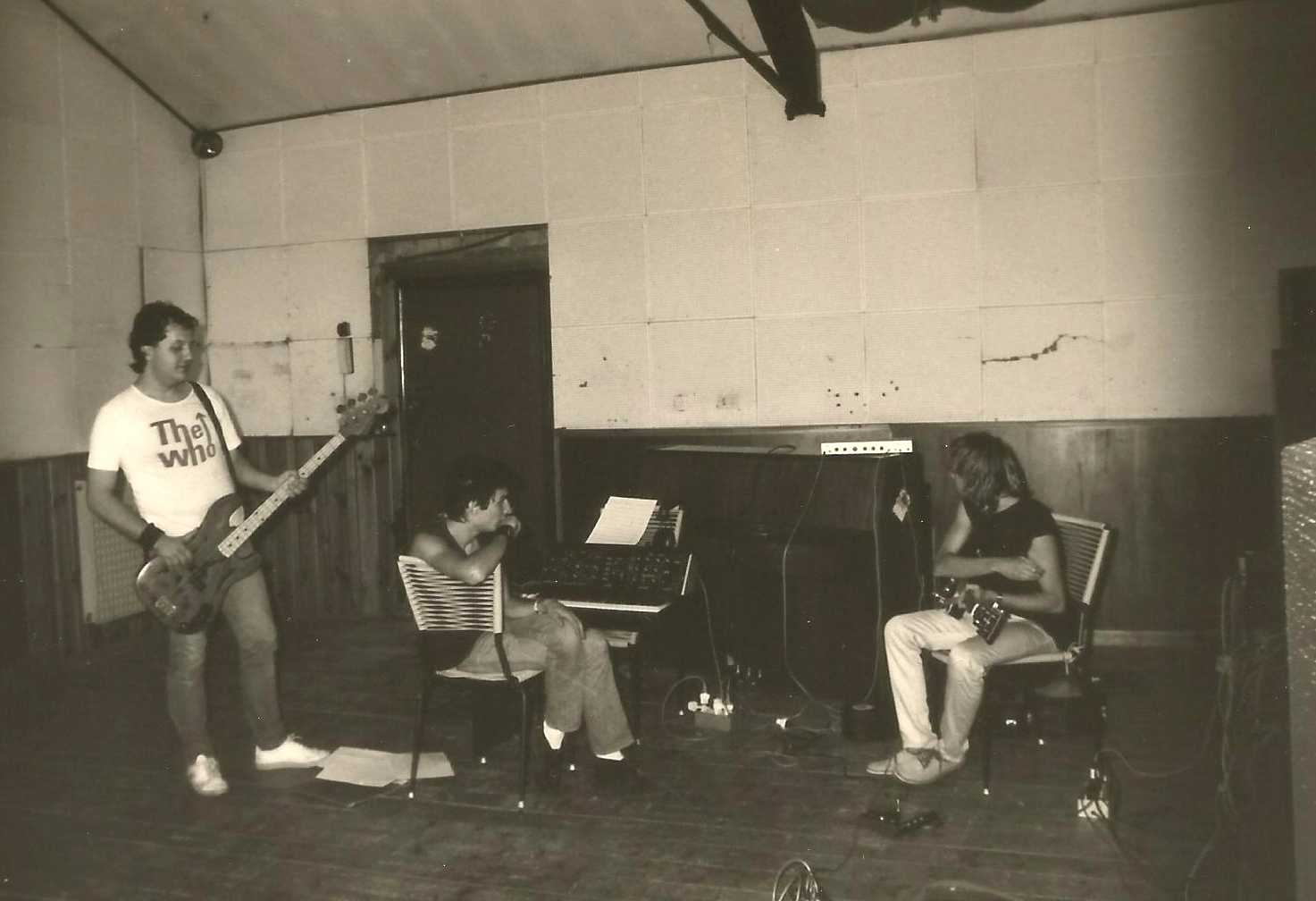
Gli Uniplux nel 1981

Nei primi mesi del 1983, Nardelli rimette in piedi una nuova formazione (con Davide Erpini alla batteria, Stefano Maggioli al basso e Denise Humphreys alla voce femminile). La nuova formazione partecipa a diverse trasmissioni sui network nazionali e locali (Orecchiocchio, Rai Stereo 2, Domenica Rock) e registra Maledetto rock, secondo singolo del gruppo pubblicato nel 1984 per la Pogo Records, che diventa sigla di apertura del programma omonimo in onda sulla Rai e condotto da Gianni Orazi e Dario Salvatori.
Gli Uniplux partecipano a diversi concerti al Uonna Club, al Piper di Roma, al Rock Village e altri.

### Lo scioglimento e la riformazione
Nel 1985 anche la seconda formazione si scioglie per divergenze interne sul percorso musicale da seguire e Fabio Nardelli continua da solo il suo cammino come musicista, collaborando con il maestro Marco Schiavoni per la realizzazione di musica per cinema e teatro: Aminta di A. Fabrizi, La vespa e la regina di A. de Leo, Da qui a cinque anni - Las Rosas - Cover Stairway to heaven con Caterina Genta) e con artisti della musica leggera italiana (Scialpi al festival di Sanremo 1986, Rita Rusić Azzurro 1987 e varie sessioni di registrazioni per altri. Oltre a fare il turnista, continua a scrivere proprie composizioni.
Con l'aiuto di nuovi musicisti (il batterista Alessandro Custodia, il tastierista Enrico Cosimi, il bassista Gianni Savarese,la corista cantante Giulia Atzori), il progetto Uniplux rimane vivo e si ripresenta a fasi alterne per esibizioni live o partecipazioni televisive e radiofoniche fino alla prima metà degli anni novanta.
Nel 2000, con una nuova formazione che lo accompagna, Fabio Nardelli è ospite al 22° Girofestival trasmesso da Rai 3, partecipa a Demo su Rai 1 nel 2004, Cosa succede in città di Red Ronnie nel 2004, Notturno italiano di Carlo Posio su Rai Radio 2 nel 2005 e 2006.

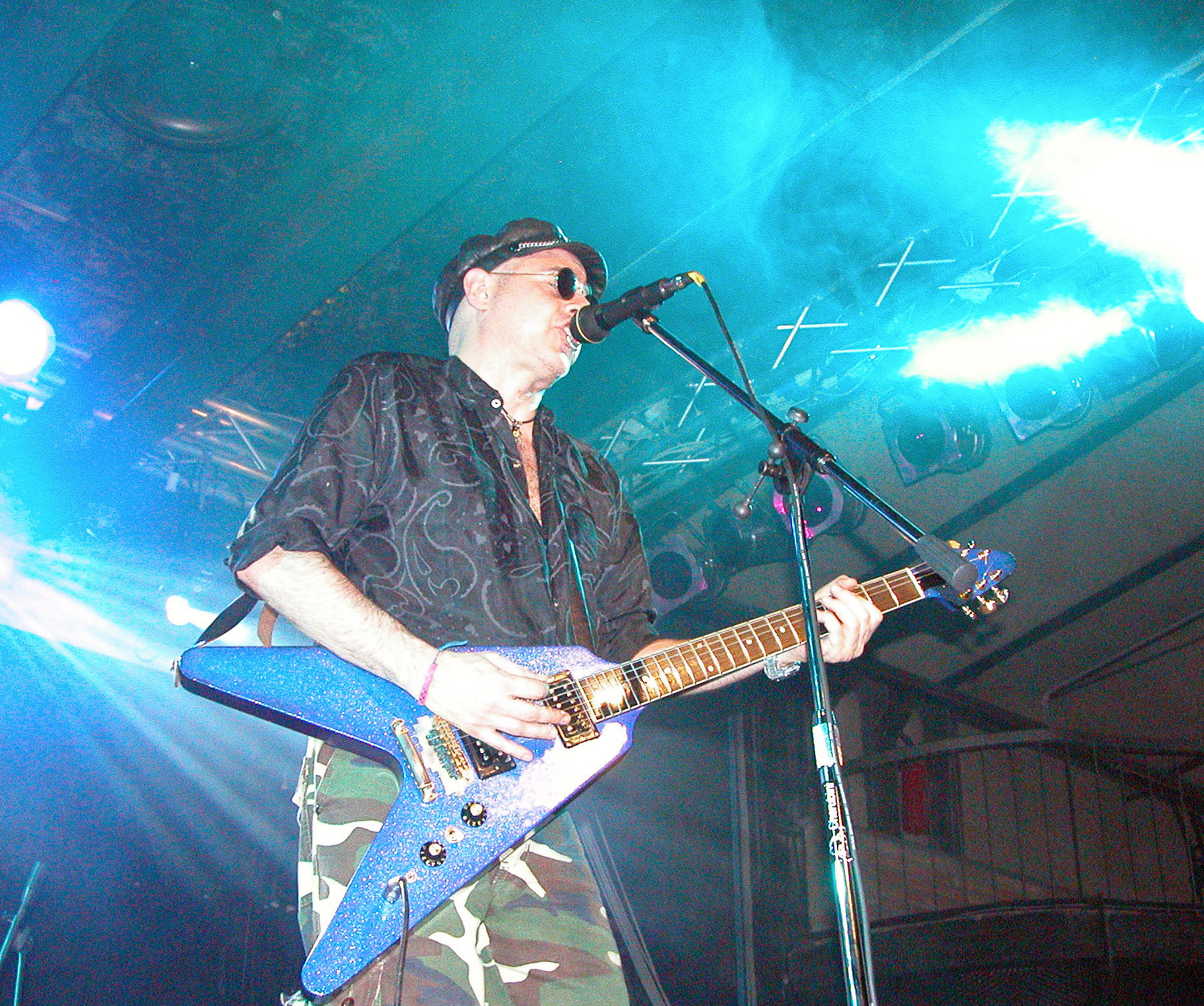
Fabio Nardelli live 2012

La collaborazione con l'editore Lanfranco Gambini e con il leader dei Karmablue, Giacomo Caruso, portano alla realizzazione di 3 album, il primo pubblicato dall'etichetta Blond Records del cantautore Enrico Capuano Segue un lungo periodo di stasi degli Uniplux in cui Nardelli si esibisce solo dal vivo in varie formazioni di tribute e cover band come chitarrista, collaborando con altri musicisti.
Nel dicembre 2016 viene pubblicato dalla Rave Up Records un album che raccoglie le prime registrazione della formazione storica effettuate tra il 1981 e il 1982 presso la RCA e il gruppo si riunisce nella prima formazione originale per la presentazione del disco Uniplux 1981 a Roma (ad eccezione del batterista Francesco Mancinelli, prematuramente scomparso). Dopo la reunion, il gruppo inizia a lavorare su nuovo materiale che porterà tra il novembre-dicembre 2017 alla pubblicazione dell'album Aspettando il domani.
Nel 2022 anno del 40TH anniversario del primo singolo della band,viene ripubblicata una nuova versione di Chi siamo noi? seguita dal singolo Lettera al Presidente entrambi con videoclip. Il 27 maggio 2022 viene pubblicato il singolo Marchesa de Sade con la partecipazione di Ivan Cattaneo alla voce e di Isabel Zolli accompagnato da un particolare videoclip a fumetti animati. Ad Ottobre 2023 Nardelli pubblica il quinto album CD in studio degli Uniplux dal titolo "Tao Box".

## Formazione

### Prima formazione
- Fabio Nardelli (dal 1979 a tutt'oggi) - voce, chitarre
- Francesco Mancinelli (dal 1979 al 1982) - batteria
- Renato Dalpiaz (1979-1982) - basso, cori
- Antonella D’Orsi (1982) - voce

### Seconda formazione
- Fabio Nardelli - voce, chitarre
- Davide Erpini (1983-1984 e 2017) - batteria
- Stefano Maggioli (1983-1986) - basso
- Denise Humphreys (1983-1984) - voce

### Terza formazione
- Fabio Nardelli - voce, chitarre
- Alessandro Custodia - batteria
- Enrico Cosimi - tastiere
- Gianni Savarese - basso

### Formazione attuale
- Fabio Nardelli - voce, chitarre, drum machine, tastiere
- Valter Bernardi (dal 2013) - basso
- Daniela Di Rocco - cori e collaborazione in studio

### Ex-componenti e collaboratori
- Paolo Di Cioccio (1979) - basso
- Alessandro Frati (dal 1982 al 1982) - chitarra, cori
- Enrico Cosimi (dal 1981 al 2010) - tastiere
- Alessandro Custodia (dal 1985 al 1995 e dal 2000 al 2004) - batteria
- Gianni Savarese (dal 1990 al 1999) - basso
- Rocco Salzano (dal 1996 al 1997) - batteria
- Riccardo Stefani (dal 2014 al 2016) - batteria

## Discografia

### Album in studio
- 2000 - Radiazione Orgonica
- 2006 - I Dannati, i militanti e lo stregone
- 2007 - Spacciatori di soldi
- 2017 - Aspettando il domani
- 2023 - Tao Box

### Raccolte
- 2016 - Uniplux 1981

### Singoli
- 1982 - Chi siamo noi?/U.X.
- 1984 - Maledetto rock/Sally
- 2000 - Fermare il Mondo/Il fantasma della libertà
- 2022 - Chi siamo noi?/ 40TH anniversary
- 2022 - Lettera al Presidente
- 2022 - Marchesa de Sade feat Ivan Cattaneo
- 2022 - Bianca
- 2023 - Lady day
- 2023 - Dottor Carlitos
- 2023 - The Boys of Summer (cover) feat Riccardo Leonardi
- 2023 - Spendi spandi effendi (cover Rino Gaetano)
- 2024 - Cuore Nero
- 2024 - Ultima generazione
- 2024 - Under Pressure (cover David Bowie - Queen)
- 2024 - Maledetto rock / 40TH anniversary
- 2024 - Luglio, agosto settembre nero (remeke Area)
- 2024 - Marchesa de Sade II feat Ivan Cattaneo
- 2025 - Red Rain  (cover Peter Gabriel)
- 2025 - Fermiamoli (cover Gang) Uniplux feat Andrea Ra e Gianna Chillà

### Partecipazioni
- 1997 - AAVV Killed By Death #201 - D'Italia
- 2002 - AA.VV. Ombre rosse, canzoni per la pace